# 阿拉斯加原住民
阿拉斯加原住民（英語：Alaska Natives）是对美国阿拉斯加州境内的原住民的统称，包括因纽皮雅特人、尤皮克人、阿留申人、埃雅克人、特林吉特人、海达人、钦西安人以及其他一些阿拉斯加阿萨巴斯卡人族群。多數阿拉斯加原住民隸屬於一個阿拉斯加原住民部落实体，相应地属于13个阿拉斯加原住民地区公司。